# David Jensen
David Jensen (Hillerød, 25 de marzo de 1992) es un exfutbolista danés que jugaba de portero.

## Selección nacional
Fue internacional con las selecciones sub-16 a sub-21 de Dinamarca en 32 ocasiones.

## Clubes
| Club                        | País           | Año       |
| --------------------------- | -------------- | --------- |
| F. C. Nordsjælland          | Dinamarca      | 2009-2016 |
| F. C. Fredericia (cedido)   | Dinamarca      | 2012      |
| Akademisk Boldklub (cedido) | Dinamarca      | 2013      |
| F. C. Utrecht               | Países Bajos   | 2016-2020 |
| New York Red Bulls          | Estados Unidos | 2020-2022 |
| K. V. C. Westerlo (cedido)  | Bélgica        | 2021-2022 |
| Istanbulspor                | Turquía        | 2022-2023 |
| Lyngby BK                   | Dinamarca      | 2024-2025 |

## Palmarés

### Títulos nacionales
| Título                 | Club               | País      | Año  |
| ---------------------- | ------------------ | --------- | ---- |
| Superliga de Dinamarca | F. C. Nordsjælland | Dinamarca | 2012 |